# ويليام دوغلاس (لاعب كريكت)
ويليام دوغلاس (6 يونيو 1848 في أستراليا - 7 سبتمبر 1887) (بالإنجليزية: William Douglas)‏ هو لاعب كريكت نيوزلندي.